# Bulinus hightoni
Bulinus hightoni е вид коремоного от семейство Planorbidae. Видът е почти застрашен от изчезване.

## Разпространение
Разпространен е в Кения.